# Teratofulvioides
Teratofulvioides is een geslacht van wantsen uit de familie van de Miridae (Blindwantsen). Het geslacht werd voor het eerst wetenschappelijk beschreven door Carvalho & Lorenzato in 1978.

## Soorten
Het genus bevat de volgende soort:

- Teratofulvioides punctatus (Carvalho & Lorenzato, 1973)